# Wahrnehmungsbericht
Wahrnehmungsberichte  sind in Österreich eine spezielle Form von Berichten. Es sind dies regelmäßig wiederkehrende oder einmalige Bericht zu einem bestimmten Ereignis oder Thema.

## Zweck
In Wahrnehmungsberichten wird über ein oder mehrere spezielle Probleme, welche wahrgenommen werden, berichtet. Sinn und Zweck des Wahrnehmungsberichtes ist es:
- Informationen, die nur einem beschränkten Personenkreis zugänglich sind, einer breiteren Schicht zugänglich zu machen, um auf das im Wahrnehmungsbericht genannte Problem hinzuweisen und durch die Information (Druck) der Öffentlichkeit Abhilfe zu schaffen.
- Informationen über eine bestimmte Tätigkeit oder Aufgabe wiederzugeben und zu verbreiten.

Beide Funktionen können in einem Wahrnehmungsbericht auch vereint sein. Wahrnehmungsberichte können, müssen aber nicht an die Öffentlichkeit gerichtet sein.
Im Gegensatz zu journalistischen Berichten wird im Wahrnehmungsbericht ein Sachverhalt oder eine Handlung geschildert und eine Wertung des Autors abgegeben.

## Urheber
Wahrnehmungsberichte werden in Österreich jährlich zu verschiedenen Anlässen erstellt. Diese können von privaten oder öffentlichen Personen, Behörden, Kammern oder sonstigen Einrichtungen erstellt werden.
Die bekanntesten sind die Wahrnehmungsbericht der Österreichischen Rechtsanwälte und die des österreichischen Rechnungshofes.
Gemäß § 13 Abs. 2 der Verordnung der Bundesministerin für Bildung, Wissenschaft und Kultur über den Denkmalbeirat kann der Denkmalbeirat seinem jährlichen Tätigkeitsbericht einen Wahrnehmungsberichte anschließen. In diesem kann er zu grundsätzlichen Fragen des Denkmalschutzes und der Denkmalpflege Stellung nehmen und wahrgenommene Mängel aufzeigt oder Empfehlungen abgeben.

## Beispiele
(Auswahl)
- Wahrnehmungsbericht des Rechnungshofes. Der Rechnungshof berichtet dem Nationalrat gemäß Art. 126d Abs. 1 zweiter Satz B–VG über die Ergebnisse der von ihm durchgeführten Gebarungsüberprüfungen (8/2005 – GZ 860.037/002-E1/05),
- Wahrnehmungsbericht des Rechnungshofes über die Österreichische Staatsdruckerei und Bereiche des Energiewesen,
- Wahrnehmungsbericht zur österreichischen Rechtspflege und Verwaltung für das Jahr 2011/2012 der österreichischen Rechtsanwälte, herausgegeben von Österreichischen Rechtsanwaltskammertag,
- Wahrnehmungsberichts vom Forum Asyl zum Fremdenrechtspaket 2005,
- Wahrnehmungsbericht 2009 und 2012, Gesundheitswesen unter der Lupe, der Österreichischen Ärztekammer,
- Wahrnehmungsbericht von sozialen Einrichtungen zur Entwicklung von Armut und Armutsgefährdung in Stadt und Land Salzburg. Dezember 2008 der Salzburger Armutskonferenz,
- Wahrnehmungsbericht zum Fremdenrecht. Dokumentation der in der Flüchtlingsbetreuung tätigen Organisationen – Asylkoordination, Caritas, Diakonie, Integrationshaus, Österreichisches Rotes Kreuz und Volkshilfe zu ihren Erfahrungen mit dem geänderten Fremdenrecht in Österreich.

## Kritik
Anlässlich der Publikation des "Wahrnehmungsbericht zur österreichischen Rechtspflege und Verwaltung für das Jahr 2011/2012", herausgegeben von Österreichischen Rechtsanwaltskammertag, wurde an diesem erstmals Kritik geübt. Dieser Bericht würde zwar die Verwaltung, Gesetzgebung und Justiz in Österreich kritisieren, jedoch den eigenen Bereich der österreichischen Rechtsanwaltskammern, die ebenfalls Verwaltungsaufgaben wahrnehmen (Selbstverwaltung), nicht berücksichtigen. Zu Illustration werden Beispiele aus dem Jahr 2012 mit angeblichen Missständen bei einer österreichischen Rechtsanwaltskammer aufgezeigt. Der Bericht würde dadurch automatisch unglaubwürdig, wenn der eigene Bereich (Verwaltungsaufgaben der Rechtsanwaltskammern) nicht berücksichtigt werde.